# Bermoothes Insula
Bermoothes Insula est une formation d'albédo claire d'environ 124 kilomètres de diamètre située sur Titan, le plus gros satellite naturel de Saturne, par 67,1° N et 317,1° W. Cet astre possède les seules îles identifiées avec une relative certitude en dehors de notre planète.

## Toponymie
Bermoothes Insula a été nommée d'après une île enchantée dans La Tempête de Shakespeare figurée à différents endroits de l'océan Atlantique nord sur diverses cartes médiévales (telles que l'Atlas catalan ou la mappemonde d'Andrea Bianco) sans jamais avoir pu être rapprochée de façon probante d'une île existante.